# 聖安娜-德爾亞庫馬

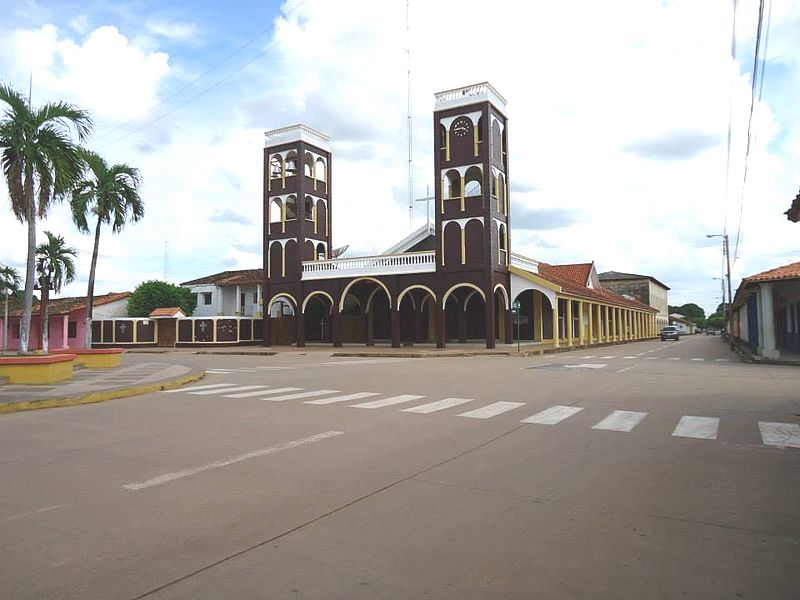
教堂

聖安娜-德爾亞庫馬（西班牙語：Santa Ana del Yacuma），是玻利維亞的城鎮，位於該國東北部，屬於貝尼省的一部分，是亚库马县的县府所在地，處於特立尼達西北面150公里，海拔高度144米，2008年人口估計12,783。